# Рождество Богородично (Стагира)
„Рождество на Пресвета Богородица“ (на гръцки: Ι. Ν. Γέννησης Θεοτόκου, Ι. Ν. Γενεσίου Θεοτόκου) е православна църква в село Стагира (Казанджи махала), Халкидики, Гърция, част от Йерисовската, Светогорска и Ардамерска епархия. 

## Местоположение
Църквата е разположена на километър северозападно от Стагира на мястото на стария град Сидирокапса.

## История
Църквата е построена в 1816 или в 1814 година с помощта на Хилендарския манастир. Представлява един от малкото примери за кръстовиден храм в Гърция с два кораба. Храмът притежава икони от майстори от Галатищката художествена школа. Има смятана за чудотворна икона на „Света Богородица Портаитиса“ и стенописи на евангелистите и Архангел Михаил.
В 1989 година църквата заедно с двата гробищни храма е обявена за защитен паметник на културата.